# Yandroth
Yandroth è un technomancer proveniente da una realtà alternativa all'interno dell'Universo Marvel. 
Il personaggio, creato da Jim Lawrence e Dan Adkins, è apparso per la prima volta in Strange Tales 164 (gennaio 1968), ed è stato sporadicamente un avversario del Dottor Strange.
Yandroth proviene dal pianeta Yann, di cui è lo Scienziato Supremo, ed è un autoproclamato conquistatore che incontrando il Dottor Strange lo sfida per avere il titolo di Mago Supremo. Strange lo sconfigge, e lo costringe nella Dimensione del Sogno.
Durante la sua permanenza in questa dimensione Yandroth ottiene alcune conoscenze magiche, tra cui quella di essere in grado di avere maggiore potere distruggendo un intero mondo. Alla fine riesce a ritornare sulla Terra, e lì incontra Omegatron, e quando il suo corpo viene ucciso durante un incidente automobilistico la coscienza di Yandroth si fonde con Omegatron. In questo stato combatte i Difensori, nella speranza che la loro battaglia attivi alcune riserve nucleare in una singola esplosione. Ma Strange lancia su Yandroth un incantesimo di dislocazione temporale per sconfiggerlo, e impedirgli di scatenare l'esplosione congelando il tempo intorno a lui.
Quando Omegatron viene liberato dal legame con Yandroth, e distrutto dai Difensori e Namorita, quest'ultimo si lega a una giovane chimica. Sotto questa forma attaccherà nuovamente i Difensori, solo per essere nuovamente sconfitto. Successivamente utilizzando un altro ospite tenta di mettere in moto un piano per distruggere il mondo, ma i Difensori si riformano nel tentativo di fermarlo nuovamente, venendo a conoscenza che Yandroth a catturato Gaea per scatenare alcuni mostri. Alla fine i Difensori riescono a eliminare l'incantesimo che minaccia il mondo e a liberare Gaea, uccidendo Yandroth. Questi, con il suo ultimo respiro, lancia una maledizione sui quattro eroi e facendo in modo che il loro rapporto si incrini. Questa maledizione riesce anche a riportare in vita Yandroth, che utilizza i Difensori nel tentativo di distruggere Yann.
Successivamente riappare come un uomo d'affari assistito da una testa fluttuante chiamata 'Registratore', tentando di acquisire dei poteri divini. Nel tentativo di fermarlo Nottolone forma una nuova squadra di Difensori, che riesce a sconfiggere Yandroth che da quel momento scompare dalla circolazione.

## Poteri e abilità
Yandroth ha la capacità di manipolare le forze magiche per produrre numerosi effetti. Quando si riduce a spirito può possedere la mente di molti esseri umani.